# She’s Out of My Life
She’s Out of My Life – piosenka Michaela Jacksona z albumu Off the Wall wydanego w 1979 roku. Kompozycja była czwartym singlem promującym album. Kompozytorem „She’s Out of My Life” był Tom Bahler.

## Historia
Tom Bahler napisał utwór po tym, jak jego dziewczyna, Karen Carpenter, zerwała z nim, kiedy odkryła, że Bahler ma dziecko z inną kobietą. Jest to pierwszy utwór Jacksona, którego tekst dotyka emocjonalnej sfery miłości, w odróżnieniu od nakierowanych na disco i dobrą zabawę innych utworów z Off the Wall.
Ostatnie sekundy utworu niosą ze sobą łamiący się wokal Jacksona, który wzrusza się, śpiewając ostatnie słowa: She's out of my… life. Quincy Jones powiedział: „Nagraliśmy kilkanaście taśm tego utworu i za każdym razem kończyło się tak samo, płaczem. Postanowiłem to zostawić”. Wstęp w stylu muzyki poważnej napisał Johnny Mandel.
Piosenka wykonywana była na żywo podczas kilku tras koncertowych, gdzie Jackson również, teatralnie, załamywał się na końcu utworu.

## Personel
- słowa, muzyka: Tom Bahler
- produkcja: Quincy Jones
- wokal: Michael Jackson
- bas: Louis Johnson
- gitara: Larry Carlton
- fortepian: Greg Phillinganes
- aranżacja smyczków: Johnny Mandel
- dyrygent: Gerald Vinci